# Darevskia unisexualis
Darevskia unisexualis es una especie de lagarto del género Darevskia, familia Lacertidae. Fue descrita científicamente por Darevsky en 1966. El nombre se refiere a que se reproduce en forma partenogenética.
Habita en Armenia (montañas y cuenca del Seván), al noreste de Turquía y al sur de la República de Georgia.